# Leucandra gossei
Leucandra gossei är en svampdjursart som först beskrevs av James Scott Bowerbank 1862.  Leucandra gossei ingår i släktet Leucandra och familjen Grantiidae. Inga underarter finns listade i Catalogue of Life.